# 磁壁
磁壁（じへき、英: Magnetic Domain Wall）とは、異なる方向に磁化した磁区の間にできる境界層。

## 概要
強磁性体において隣接する磁区間では磁気モーメントを平行に配列しようという交換相互作用が働くので磁気モーメントは徐々に傾きながら変化する。傾きが90°、180°の場合、それぞれ90°磁壁、180°磁壁と呼ぶ。以前は磁壁は磁場によってのみ変化させることが可能であると考えられてきたが、2004年に京都大学のグループが、電流によっても移動させることが可能であること実証した。これにより不揮発性メモリなどへの応用が期待される。

## ブロッホ磁壁
厚い膜厚において一般的な磁壁で境界面に垂直な方向を軸として、磁気モーメントが磁壁面に平行な面内で回転していくような磁壁。
フェリックス・ブロッホによって発見された。

## ネール磁壁
膜厚が薄いときには磁壁面に垂直な面内で回転するほうが安定となる。ルイ・ネールによって発見された。